# Lukáš Pollert
Lukáš Pollert (Praga, 24 de abril de 1970) es un deportista checo que compitió para Checoslovaquia en piragüismo en la modalidad de eslalon.
Participó en dos Juegos Olímpicos de Verano, obteniendo una medalla de oro en Barcelona 1992 y una de plata en Atlanta 1996, ambas en la prueba de C1 individual.
Ganó una medalla de plata en el Campeonato Mundial de Piragüismo en Eslalon de 1997 y cinco medallas en el Campeonato Europeo de Piragüismo en Eslalon entre los años 1996 y 2000.

## Palmarés internacional
| Representando a Checoslovaquia     |                                      |                   |                |
| Juegos Olímpicos                   |                                      |                   |                |
| Año                                | Lugar                                | Medalla           | Competición    |
| 1992                               | Barcelona (España)                   | Medalla de oro    | C1 individual  |
| Representando a la República Checa |                                      |                   |                |
| Juegos Olímpicos                   |                                      |                   |                |
| Año                                | Lugar                                | Medalla           | Competición    |
| 1996                               | Atlanta (Estados Unidos)             | Medalla de plata  | C1 individual  |
| Campeonato Mundial                 |                                      |                   |                |
| Año                                | Lugar                                | Medalla           | Competición    |
| 1997                               | Três Coroas (Brasil)                 | Medalla de plata  | C1 individual  |
| Campeonato Europeo                 |                                      |                   |                |
| Año                                | Lugar                                | Medalla           | Competición    |
| 1996                               | Augsburgo (Alemania)                 | Medalla de plata  | C1 por equipos |
| 1998                               | Roudnice nad Labem (República Checa) | Medalla de oro    | C2 por equipos |
| 1998                               | Roudnice nad Labem (República Checa) | Medalla de bronce | C1 individual  |
| 2000                               | Mezzana (Italia)                     | Medalla de plata  | C1 por equipos |
| 2000                               | Mezzana (Italia)                     | Medalla de bronce | C1 individual  |